# Seoul SK Knights
Seoul SK Knights (Coreano: 서울 SK 나이츠) es un equipo de baloncesto coreano con sede en Seúl, que compite en la KBL, la primera categoría del baloncesto del país. Su principal patrocinador es SK Telecom.
El club se fundó en 1997 con la denominación de Cheongju SK Knights, aunque en 2001 se trasladó a la capital del país, y adoptó su denominación actual. Disputa sus partidos como local en el Jamsil Students' Gymnasium, con capacidad para 7500 espectadores.

## Palmarés

### Nacional
- KBL

Campeón (2): 1999-00, 2017-18
Finalista (2): 2001–02, 2012-13

## Posiciones en Liga
| - 1997 - - 1998 - 10º - 1999 - 8º - 2000 - 1º - 2001 - 3º - 2002 - 2º - 2003 - 10º - 2004 - 8º | - 2005 - 7º - 2006 - 9º - 2007 - 7º - 2008 - 5º - 2009 - 8º - 2010 - 8º - 2011 - 7º - 2012 - 9º | - 2013 - 2º - 2014 - 3º - 2015 - 3º - 2016 - 9º - 2017 - 7º - 2018 - 1º |